# Schoenus centralis
Schoenus centralis är en halvgräsart som beskrevs av Latz. Schoenus centralis ingår i släktet axagssläktet, och familjen halvgräs. Inga underarter finns listade i Catalogue of Life.